# Bastián Labbé
Bastián Esteban Labbé Salazar (Hualpén, 6 de mayo de 1990) es un profesor y político chileno que se desempeñó como miembro de la Convención Constitucional de Chile en representación el distrito n° 20, desde julio de 2021.

## Biografía
Es profesor de historia y geografía, egresado de la Universidad de Concepción, cuenta además con un diplomado en educación ambiental y proyectos educativos sostenibles. Se ha desempeñado como educador ambiental y activista socioambiental de la región del Biobío. Actualmente es vocero de la campaña “Salvemos el Santuario”, que busca proteger el Santuario de la Naturaleza Península de Hualpén, y de la «Coordinadora Territorial Wallpen». También es cofundador de la ong «Colectivo El Queule», iniciativa centrada en potenciar el ecoturismo, la educación ambiental y la investigación.
Se inscribió como candidato independiente a las elecciones de convencionales constituyentes de 2021, por el distrito 20 (Concepción, Chiguayante, Florida, Coronel, Tomé, Hualpén, Hualqui, Penco, San Pedro de la Paz, Talcahuano y Santa Juana), formando parte de la lista Asamblea Popular Constituyente. Resultó electo en los comicios del 15 y 16 de mayo. Labbé integró la comisión transitoria de Participación Popular y Equidad Territorial. Tras la aprobación del reglamento de la Convención, en octubre de 2021, se unió a la comisión temática de Forma de Estado, Ordenamiento, Autonomía, Descentralización, Equidad, Justicia Territorial, Gobiernos Locales y Organización Fiscal. Además, coordina la Comisión de Participación Popular, instancia encargada de la participación ciudadana dentro del proceso constituyente.

## Historial electoral
| Año  | Tipo                          | Territorio    | Pacto         | Partido | Votos | %   | Resultado    |
| ---- | ----------------------------- | ------------- | ------------- | ------- | ----- | --- | ------------ |
| 2021 | Convencionales constituyentes | 20.º distrito | Independiente | Ind.    | 9594  | 3.1 | Convencional |